# Фонд «Свободная Россия»
Фонд «Свободная Россия» (англ. Free Russia Foundation) — некоммерческая организация, созданная в 2014 году в Вашингтоне (США) группой российских эмигрантов. Занимается поддержкой гражданского общества, оппозиционных политиков и правозащитников, демократических реформ и прав человека в России, содействие интеграции российских эмигрантов в международное сообщество, а также проведением исследований и анализа политической ситуации в России.

## История
Фонд был учреждён на фоне политического кризиса в России, усилившегося после аннексии Крыма в 2014 году и подавления оппозиции внутри страны. Основатели фонда — представители российской диаспоры, политические эмигранты и активисты, обеспокоенные сокращением политических свобод и демократических институтов в России.
Главные офисы фонда расположены в Вашингтоне и Брюсселе, а отделения — в Таллинне, Берлине, Варшаве, Киеве, Львове, Тбилиси и Вильнюсе.
Фонд финансируется за счёт пожертвований от частных лиц, грантов от международных организаций и благотворительных взносов, но имена доноров не раскрывает. Бюджет фонда составляет $2 млн в год.

### Ключевые сотрудники
- Дэвид Крамер — председатель совета директоров[3], бывший помощник госсекретаря США по вопросам демократии, прав человека и труда, экс-глава «Фридом Хаус»[4];
- Наталья Арно — президент фонда[1] (ранее работала в «Международном республиканском институте»[5] под руководством сенатора США Джона Маккейна[6]);
- Владимир Кара-Мурза — вице-президент фонда[7];
- Владимир Милов — вице-президент фонда по международной адвокации[8];
- Григорий Фролов — вице-президент по развитию фонда[9];
- Сергей Алексашенко — член Совета директоров фонда[10][11];
- Егор Куроптев — директор «Фонда Свободной России» на Южном Кавказе[12].

## Миссия и цели
Фонд «Свободная Россия» заявляет следующие основные задачи:
- поддержка российских гражданских активистов, борющихся за демократию, права человека и свободу слова;
- противодействие авторитарным практикам российского правительства на международной арене;
- предоставление платформы для дискуссий и исследований, посвящённых будущему России в условиях демократии;
- информационная поддержка граждан России, которые пострадали от политических репрессий.

## Деятельность
Фонд занимается:
- аналитика и исследования — публикация докладов и статей, посвящённых политической ситуации в России, коррупции и нарушениям прав человека;
- организацией мероприятий — проведение конференций, круглых столов и других публичных мероприятий, на которых обсуждаются демократические перспективы России;
- поддержка эмигрантов — программы помощи российским гражданам, вынужденным покинуть страну по политическим причинам, включая юридическую и финансовую помощь;
- международным лоббированием — сотрудничество с правительствами демократических стран для продвижения санкций против лиц, ответственных за нарушения прав человека в России.

Ключевые проекты:
- доклады о коррупции — выпуск аналитических отчётов, освещающих коррупционные схемы российских чиновников;
- программа поддержки политических заключённых — финансирование адвокатской помощи и других мер для людей, преследуемых за свои убеждения;
- кампании по информированию — публичные кампании, направленные на привлечение внимания к репрессиям и политическим процессам в России.

## Критика
Российская власть и государственные СМИ обвиняют организацию в «вмешательстве во внутренние дела» и дискредитации России.
В 2019 году Министерство юстиции РФ включило фонд в список «нежелательных организаций»; 7 июня 2024 году — в перечень экстремистских организаций.
В июне 2024 года ЕСПЧ постановил, что включение фонда в список «нежелательных организаций» нарушает статьи 10 и 11 Конвенции о защите прав человека и основных свобод, и обязал Россию выплатить компенсацию.

### Легион эльфов
В 2023 году издание СВТВ обвинило ФБК в создании «фабрики эльфов» — сеть комментаторов, которые за вознаграждение распространяли в социальных сетях антикремлевскую пропаганду. Позднее фонд «Свободная Россия» признался, что на самом деле они стоят за этим проектом.